# 小行星1908
小行星1908（1908 Pobeda）是一颗围绕太阳公转的小行星。1972年9月11日，尼古拉·切爾尼赫在克里米亚发现了此天体。
該小行星以勝利的俄語命名。
这颗小行星的绝对星等为220.2276747080456等。